# Classic Bruges-De Panne
La Classic Bruges-De Panne, anteriorment anomenada Tres dies de De Panne o Tres dies de Bruges-De Panne (en neerlandès Driedaagse Brugge–De Panne) és una cursa ciclista d'un sol dia que se celebra a la darreria de març.
La carrera fou creada el 1977 com una carrera de quatre etapes en tres dies amb el nom de «Tres Dies de De Panne» (Driedaagse van De Panne en neerlandés). Es disputa pels voltants de la ciutat de De Panne. La cursa ha format part de l'UCI Europa Tour des del 2005, però des del 2018 ha passat a disputar-se en un sol dia: la cursa masculina el dimecres i la femenina el dijous. Ambdues surten de Bruges i finalitzen al municipi costaner de De Panne.

## Llista de guanyadors
| Any                          | Vencedor                   | Segon                   | Tercer                  |
| ---------------------------- | -------------------------- | ----------------------- | ----------------------- |
| Tres Dies de la Panne        |                            |                         |                         |
| 1977                         | Roger Rosiers              | Yvon Bertin             | Guido Van Sweevelt      |
| 1978                         | Guido Van Sweevelt         | Jos Jacobs              | Cees Priem              |
| 1979                         | Gustaaf Van Roosbroeck     | Marc Renier             | Guido Van Calster       |
| 1980                         | Sean Kelly                 | Gustaaf Van Roosbroeck  | Etienne Van der Helst   |
| 1981                         | Jan Bogaert                | André Dierickx          | Jos Jacobs              |
| 1982                         | Gerrie Knetemann           | Daniel Willems          | Jean-Luc Vandenbroucke  |
| 1983                         | Cees Priem                 | Etienne De Wilde        | Michel Pollentier       |
| 1984                         | Bert Oosterbosch           | Eric Vanderaerden       | Ferdinand Van Den Haute |
| 1985                         | Jean-Luc Vandenbroucke     | Sean Kelly              | Adri van der Poel       |
| 1986                         | Eric Vanderaerden          | Sean Kelly              | Jean-Luc Vandenbroucke  |
| 1987                         | Eric Vanderaerden          | Sean Kelly              | Jean-Luc Vandenbroucke  |
| 1988                         | Eric Vanderaerden          | Allan Peiper            | Frans Maassen           |
| 1989                         | Eric Vanderaerden          | Jelle Nijdam            | Allan Peiper            |
| 1990                         | Erwin Nijboer              | Johan Museeuw           | Gerrit Solleveld        |
| 1991                         | Jelle Nijdam               | Frans Maassen           | Maximilian Sciandri     |
| 1992                         | Frans Maassen              | Viatxeslav Iekímov      | Thierry Marie           |
| 1993                         | Eric Vanderaerden          | Frans Maassen           | Edwig Van Hooydonck     |
| 1994                         | Fabio Roscioli             | Djamolidín Abdujapàrov  | Frans Maassen           |
| 1995                         | Michele Bartoli            | Rolf Sørensen           | Gianluca Bortolami      |
| 1996                         | Viatxeslav Iekímov         | Wilfried Peeters        | Olaf Ludwig             |
| 1997                         | Johan Museeuw              | Carlo Bomans            | Marco Milesi            |
| 1998                         | Michele Bartoli            | Emmanuel Magnien        | Viatxeslav Iekímov      |
| 1999                         | Peter Van Petegem          | Frank Vandenbroucke     | Denis Zanette           |
| 2000                         | Viatxeslav Iekímov         | Romāns Vainšteins       | Serguei Ivanov          |
| 2001                         | Nico Mattan                | Erik Dekker             | Viatxeslav Iekímov      |
| 2002                         | Peter Van Petegem          | Stefano Zanini          | George Hincapie         |
| 2003                         | Raivis Belohvoščiks        | Gianluca Bortolami      | Peter Van Petegem       |
| 2004                         | George Hincapie            | Danilo Hondo            | Gerben Löwik            |
| 2005                         | Stijn Devolder             | Alessandro Ballan       | Nico Mattan             |
| 2006                         | Leif Hoste                 | Bernhard Eisel          | Luis León Sánchez Gil   |
| 2007                         | Alessandro Ballan          | Joost Posthuma          | Bert Roesems            |
| 2008                         | Joost Posthuma             | Manuel Quinziato        | Enrico Gasparotto       |
| 2009                         | Frederik Willems           | Joost Posthuma          | Tom Leezer              |
| 2010                         | David Millar               | Andrí Hrivko            | Luca Paolini            |
| 2011                         | Sébastien Rosseler         | Lieuwe Westra           | Michał Kwiatkowski      |
| 2012                         | Sylvain Chavanel           | Lieuwe Westra           | Maciej Bodnar           |
| 2013                         | Sylvain Chavanel           | Alexander Kristoff      | Niki Terpstra           |
| 2014                         | Guillaume Van Keirsbulck   | Luke Durbridge          | Gert Steegmans          |
| 2015                         | Alexander Kristoff         | Stijn Devolder          | Bradley Wiggins         |
| 2016                         | Lieuwe Westra              | Alexander Kristoff      | Aleksei Lutsenko        |
| 2017                         | Philippe Gilbert           | Matthias Brändle        | Alexander Kristoff      |
| Tres Dies de Bruges-La Panne |                            |                         |                         |
| 2018                         | Elia Viviani               | Pascal Ackermann        | Jasper Philipsen        |
| 2019                         | Dylan Groenewegen          | Fernando Gaviria Rendón | Elia Viviani            |
| 2020                         | Yves Lampaert              | Tim Declercq            | Tim Merlier             |
| Classic Bruges-De Panne      |                            |                         |                         |
| 2021                         | Sam Bennett                | Jasper Philipsen        | Pascal Ackermann        |
| 2022                         | Tim Merlier                | Dylan Groenewegen       | Nacer Bouhanni          |
| 2023                         | Jasper Philipsen           | Olav Kooij              | Yves Lampaert           |
| 2024                         | Jasper Philipsen           | Tim Merlier             | Danny van Poppel        |
| 2025                         | Sebastián Molano Benavides | Jonathan Milan          | Madis Mihkels           |

|}